# James Samuel Wadsworth
Pour les articles homonymes, voir Wadsworth.
James Samuel Wadsworth (né le 30 octobre 1807 à Geneseo, État de New York et mort le 8 mai 1864 à Wilderness Corner, comté de Spotsylvania, État de Virginie) est un major général de l'Union. Il est enterré à Geneseo, État de New York.

## Avant la guerre
James Samuel Wadsworth naît à Geneseo, fils d'un des plus grands fermiers de l'État. Il étudie le droit à l'université Harvard ainsi qu'à l'université Yale. Il est admis au barreau mais ne pratique pas. Issu d'une famille de propriétaires terriens de l'État de New-York, il gère les affaires. Il s'engage en politique, d'abord sous les couleurs du parti démocrate. Il a de nombreux contacts politiques avec les démocrates du Sud. Déçu par le soutien à l'esclavage du parti démocrate, il devint l'un des organisateurs du parti du sol libre en 1848 qui rejoint le parti républicain en 1856.
Convaincu qu'une issue politique est possible, il participe à la conférence de paix de Washington.

## Guerre de Sécession
Au déclenchement de la guerre, le gouverneur de l'État de New York propose à James Samuel Wadsworth une commission de major général dans la milice de l'État, mais il refuse la commission. s'engage en tant qu'aide de camp du général Irvin McDowell le 8 juillet 1861. Considéré comme l'homme le plus riche de l'armée de l'Union, il ne veut percevoir aucune solde. Il participe à la première bataille de Bull Run, bataille au cours de laquelle il a son cheval tué sous lui.
Il est nommé brigadier général des volontaires le 9 août 1861. Il peut être considéré comme un général politique. Lorsque McClellan prend le commandement de l'armée du Potomac, il écarte les officiers supérieurs sans expérience militaire préalable ; cependant les connexions politiques de Wadsworth lui permettent d'éviter une éviction complète.
Il devient alors gouverneur militaire du district de Columbia en mars 1862. Comme il considère n'avoir aucune perspective d'avancement lors de la campagne de la Péninsule, il est candidat malheureux au poste de gouverneur de New York contre le candidat démocrate Horatio Seymour. Après que Mcclellan a été relevé de son commandement, il est affecté au commandement de la 1st division du Ier corps sous les ordres du général John F. Reynolds après la bataille de Fredericksburg en remplacement du général Meade promu à la tête du Ve corps. Il gagne l'admiration de ses hommes notamment en raison de son attention particulière sur leur bien-être: il veille à ce qu'ils aient des rations en suffisance et qu'ils soient logés convenablement mais aussi au fait qu'il n'est pas rémunéré. Il commande pour la première fois sa division au combat lors de la bataille de Chancellorsville. Sa traversée hésitante de la rivière Rappahannock, fait que sa division ne connait qu'un engagement limité lors de cette bataille.

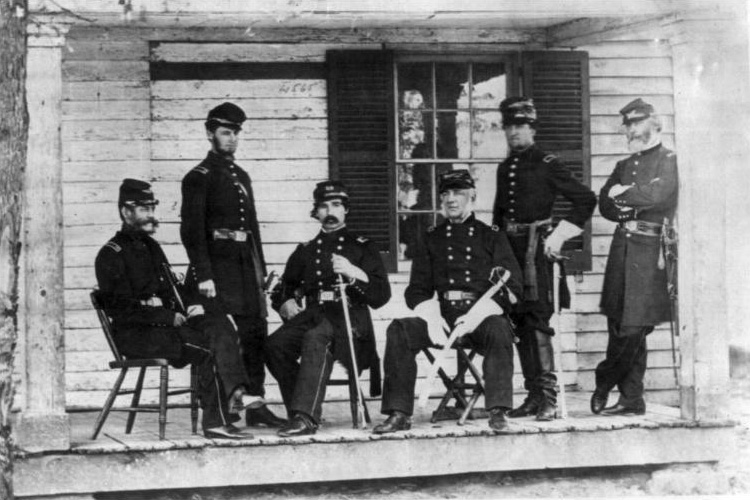
État-major du général Wadsworth.

Il participe à la bataille de Gettysburg où le premier jour il tente de stopper les assauts confédérés au nord et à l'ouest de la ville. À la fin de la journée, lorsque sa division retraite vers la ville au travers de Cemetery Hill, le taux d'attrition atteint 50 %. Le deuxième jour, James S. Wadsworth détache deux régiments à la défense de Culp's Hill malgré les pertes de la journée précédente. Il est breveté major général des volontaires le 6 mai 1864 pour conduite galante durant les batailles de Gettysburg et de la Wilderness. À l'issue de la bataille les régiments « survivants » sont répartis dans d'autres corps. Après la réorganisation de l'armée du Potomac en mars 1864, il est affecté au commandement de la 4th division du V corps.
Le 6 mai 1864 lors de la bataille de la Wilderness, à l'aube, les deux armées, nordiste et sudiste, lancent une attaque. Le IIe corps connaît un succès initial, repoussant l'ennemi sur plus d'un kilomètre. Cependant, une nouvelle avancée devient impossible sans renforts, qui arrivent du IXe corps. La bataille intensifie jusqu'à midi sans qu'aucun camp ne cède. Vers midi, une attaque soudaine sur la gauche provoque une retraite générale de la ligne de l'Union face à l'avancée des troupes de Longstreet. Alerté, le général Wadsworth rejoint sa division sur la droite pour tenter de repousser l'assaut confédéré, mais une balle l'atteint à la base du crane. Il est emmené dans un hôpital de campagne confédéré. Il succombe à ses blessures deux jours après les avoir reçues sans avoir repris conscience,.

## Mémoire
Une statue a été érigée sur le site du parc national militaire de Gettysburg à l'endroit où il a résisté aux assauts confédérés lors du premier jour de combat. Une autre statue a été érigée à l'endroit où il a été blessé mortellement dans la Wilderness.
Après la mort de James S. Wadsworth, un fort dans le Dakota du Sud est baptisé en fort Wadsworth (en) en son honneur. Il sera renommé fort Sisseton (en) en 1874.